# 찰스 파렐

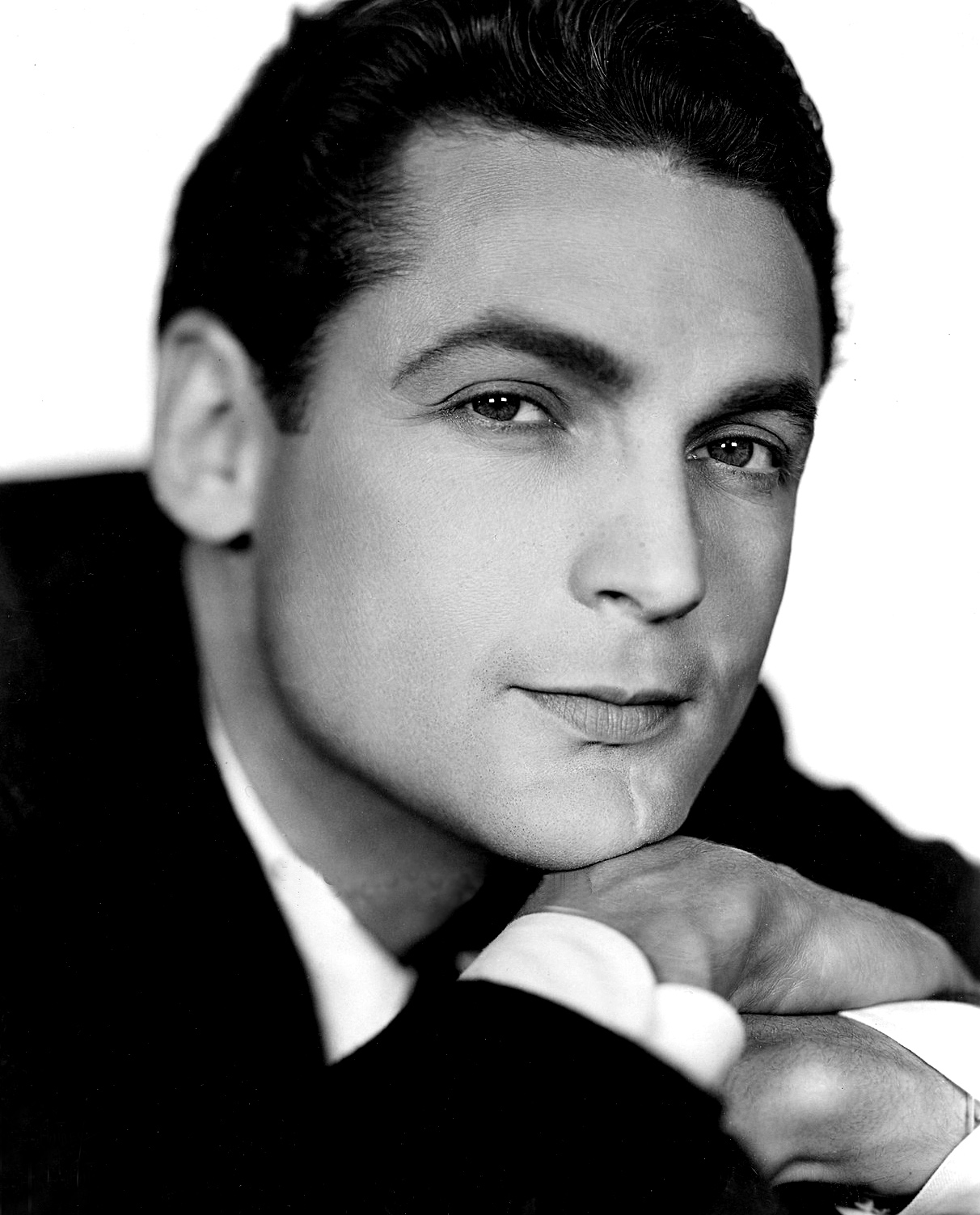

찰스 파렐(Charles Farrell, 1901년 8월 9일 ~ 1990년 5월 6일)는 미국의 정치인, 연극 배우, 영화배우, 텔레비전 배우이다.
노퍽군 (매사추세츠주)에서 태어났으며 팜스프링스에서 사망하였다. 사인은 심근 경색이다. 리버사이드 군에 매장되었다.

## 영화
- 밤 그리고 도시 (1950년) - 믹키 역
- 저스트 어라운드 더 코너 (1938년)
- 어메이징 어드벤쳐 (1936년)
- 육체와 영혼 (1931년)
- 해피 데이즈 (1929년) - 본인 역
- 파질 (1928년)
- 스트리트 엔젤 (1928년)
- 제7의 천국 (1927년)
- 신입생 (1925년)
- 십계 (1923년)